# Evil May Day

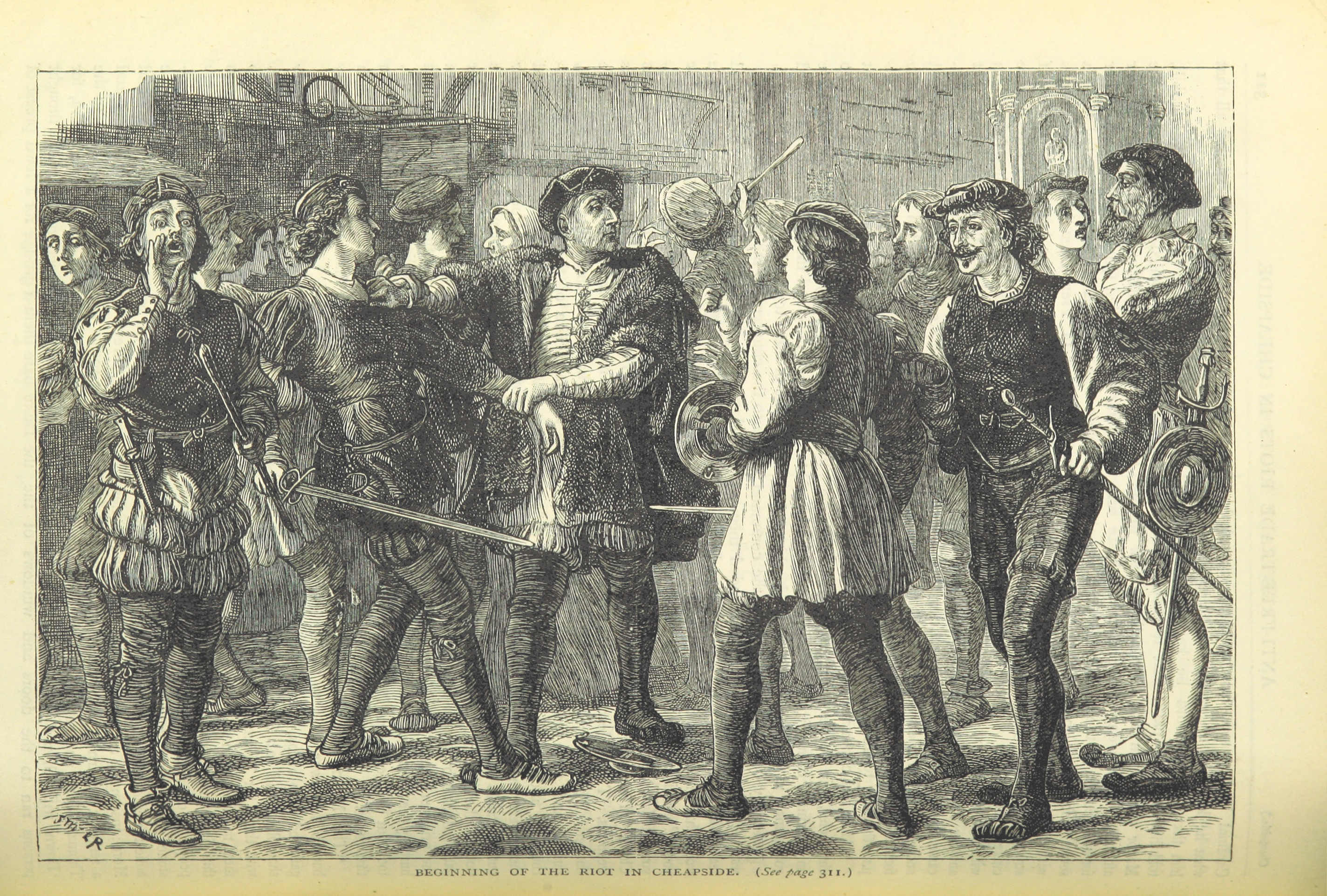
Upproret inleds i Cheapside.

Evil May Day eller Ill May Day var ett främlingsfientligt upplopp som ägde rum i april 1517 mot utlänningar bosatta i London. Folkmobbar ledda av främst lärlingar, drog under flera timmar omkring i staden och förföljde utlänningar som flamländare och fransmän. Ingen utlänning tros dock ha dödats. Upploppen slogs ned med hjälp av förstärkningar under Thomas Howard, 2:e hertig av Norfolk. Trehundra personer arresterades och tretton av dem avrättades för förräderi genom hängning den 4 maj 1517, men Henrik VIII benådade de övriga sedan drottningen, Katarina av Aragonien, hade bett om nåd för dem.